# آفیس اسوی

آفیس اسوی

آفیس اِسوِی (انگلیسی: Sway) برنامه‌ای کاربری برای ارائه می‌باشد که محصولی از خانوادهٔ مایکروسافت آفیس است. اسوی به کاربران اجازه می‌دهد تا با ترکیب کردن متون و رسانه‌ها، وب‌سایتی برای ارائهٔ خود بسازند. کاربران می‌توانند محتوای محلی از دستگاه در حال استفاده‌شان یا از منابع اینترنت مانند بینگ و وان درایو و فیسبوک را با کشیدن به داخل اسوی بیاورند. اسوی می‌تواند از طریق مرورگر وب و از طریق استفاده از برنامهٔ بومی آی‌اواس، مشاهده یا نمایش داده شود. (اپلیکیشن‌های ویندوزفون و اندروید در حال حاضر در حال توسعه می‌باشند)